# Eucalyptus umbra
Eucalyptus umbra ist eine Pflanzenart innerhalb der Familie der Myrtengewächse (Myrtaceae). Sie kommt an den mittleren und nördlichen Küstenabschnitten von New South Wales sowie sporadisch an der gesamten Ostküste von Queensland vor und wird dort „Bastard Mahogany“, „White Mahogany“, „Bastard White Mahogany“, „Broad-leaved White Mahogany“, „Yellow Stringybark“ oder „Narrow-leaved White Stringybark“ genannt.

## Beschreibung

### Erscheinungsbild und Blatt
Eucalyptus umbra wächst als Baum, der Wuchshöhen von bis zu 25 Meter erreicht, oder in der Wuchsform der Mallee-Eukalypten, dies ist eine Wuchsform, die mehr strauchförmig als baumförmig ist, es sind meist mehrere Stämme vorhanden, die einen Lignotuber ausbilden. Die Borke verbleibt am gesamten Baum, ist grau bis rotbraun und fasrig. Die Rinde der kleinen Zweige ist grün. Weder im Mark der jungen Zweige noch in der Borke gibt es Öldrüsen. Der Stammdurchmesser erreicht über 1 Meter.
Bei Eucalyptus umbra liegt Heterophyllie vor. Die Laubblätter sind fast immer in Blattstiel und -spreite gegliedert. Lediglich an Sämlingen sind die ersten sechs bis zwölf Blattpaare gegenständig und sitzend. Die auf Ober- und Unterseite leicht verschiedenfarbig glänzend dunkelgrüne Blattspreite an Sämlingen ist bei einer Länge von 6 bis 13 cm und einer Breite von 3 bis 7,5 cm eiförmig. An jungen Exemplaren ist die Blattspreite bei einer Länge von 10 bis 20 cm und einer Breite von 5,5 bis 10 cm breit-lanzettlich, sichelförmig gebogen und später gleicht sich die glänzend grüne Farbe von Blattober- und Unterseite an. An mittelalten Exemplaren ist die Blattspreite bei einer Länge von 13 bis 18,5 cm und einer Breite von 3 bis 4,5 cm breit-lanzettlich, gerade, ganzrandig und glänzend grün. Die Blattstiele an erwachsenen Exemplaren sind 13 bis 20 mm lang und schmal abgeflacht oder kanalförmig. Die Blattspreiten an erwachsenen Exemplaren mit nahezu gleichfarbig seidenmatt grünen Ober- sowie Unterseiten sind bei einer Länge von 10 bis 14 cm und einer Breite von 2 bis 3,5 cm lanzettlich, relativ dick und sichelförmig gebogen und das obere Ende kann stumpf oder spitz sein. Die kaum sichtbaren Seitennerven gehen in mittleren Abständen in einem stumpfen Winkel vom Mittelnerv ab. Die Keimblätter (Kotyledone) sind nierenförmig.

### Blütenstand und Blüte
Seitenständig oder scheinbar endständig an einem bei einer Länge von 12 bis 22 mm im Querschnitt schmal abgeflachten oder kantigen Blütenstandsschaft stehen in einem einfachen Blütenstand sieben bis elf Blüten zusammen. Die Blütenstiele sind 5 bis 8 mm lang und stielrund oder kantig. Die nicht blaugrün bemehlten oder bereiften Blütenknospen sind bei einer Länge von 7 bis 9 mm und einem Durchmesser von 3 bis 4 mm ei- oder spindelförmig. Die Kelchblätter bilden eine Calyptra, die bis zur Blüte (Anthese) vorhanden bleibt. Die glatte Calyptra ist konisch oder schnabelförmig, kürzer als oder so lang wie der glatte Blütenbecher (Hypanthium) und ebenso breit wie dieser. Die Blüten sind weiß oder cremeweiß. Die Blütezeit reicht vom Frühjahr bis zum Frühsommer.

### Frucht und Samen
Die gestielte Frucht ist bei einer Länge von 6 bis 8 mm und einem Durchmesser von 7 bis 9 mm halbkugelig bis kugelig oder kurz kugelig und drei- bis fünffächrig. Der Diskus ist flach oder angehoben, die Fruchtfächer sind auf der Höhe des Randes oder stehen hervor.
Der rotbraune Samen ist pyramidenförmig oder stumpf pyramidenförmig. Das Hilum ist am oberen Ende.

## Vorkommen
Das natürliche Verbreitungsgebiet von Eucalyptus umbra ist der mittlere und nördliche Küstenabschnitt von New South Wales, um Sydney und nördlich davon, sowie sporadisch an der gesamten Ostküste von Queensland.
Eucalyptus umbra kommt örtlich häufig in trockenem Hartlaubwald oder lichtem Wald auf relativ wenig fruchtbaren, flachen und trockenen Böden vor.

## Systematik
Die Erstbeschreibung von Eucalyptus umbra erfolgte 1901 durch Richard Thomas Baker in Proceedings of the Linnean Society of New South Wales, Volume 25, S. 687, Tafel XLIV. Das Typusmaterial weist die Beschriftung „Wardell; Dundoon and Tumbulgum (W. Bäuerlen); Peat’s Ferry, Military Road (R. T. Baker); Tinonee (J. H. Maiden), Gosford (J. Martin); Cowan Creek and Milton (R. H. Cambage); Eastwood (R. T. Baker)“ auf. Das Artepitheton umbra ist vom lateinischen Wort „umbra“ für Schatten abgeleitet. Ein Synonym von Eucalyptus umbra R.T.Baker ist Eucalyptus umbra R.T.Baker subsp. umbra.
Gelegentlich gibt es natürliche Hybriden von Eucalyptus umbra und Eucalyptus haemastoma sowie von Eucalyptus umbra und Eucalyptus racemosa.

## Nutzung
Das Kernholz von Eucalyptus umbra ist hellbraun und mäßig beständig. Es besitzt ein spezifisches Gewicht von etwa 925 kg/m³. Das Holz von Eucalyptus umbra wird für ähnliche Zwecke wie das von Eucalyptus acmenoides, also beispielsweise für den Bau von Piers und Stegen, zur Herstellung von Eisenbahnschwellen, Böden und Verkleidungen, verwendet.